# Katja Kipping
Katja Kipping, född 18 januari 1978 i Dresden, är en tysk politiker. Hon är ledamot av Förbundsdagen och var 2012–2021 den ena av Die Linkes två partiledare.

## Familj
Katja Kipping bor i Berlin och Dresden. Hon är gift och har en dotter.